# Mona Caird
Alice Mona Alison Caird, född Alison 24 maj 1854 i Ryde på Isle of Wight, död 4 februari 1932 i Hampstead, London, var en brittisk poet och romanförfattare.
Caird utgav huvudsakligen sina romaner under pseudonymen G. Noel Hatton, men hon var även en feministisk teoretiker och skrev många essäer, av vilka några samlades under titeln The Morality of Marriage and Other Essays on the Status of Women (1897).